# Believe (singolo Cher)
Believe è un singolo della cantante statunitense Cher, pubblicato il 19 ottobre 1998 come primo estratto dall'album omonimo. Il singolo ha venduto 11 milioni di copie nel mondo.
È una delle canzoni di maggiore successo commerciale della storia della musica pop e fu uno dei primi successi radiofonici in cui figura l'Auto-Tune.

## Descrizione

### Trama
Il testo tratta di una persona che riesce a riprendersi e a stare bene con sé stessa dopo la rottura di una relazione molto dolorosa.

### Analisi tecnica

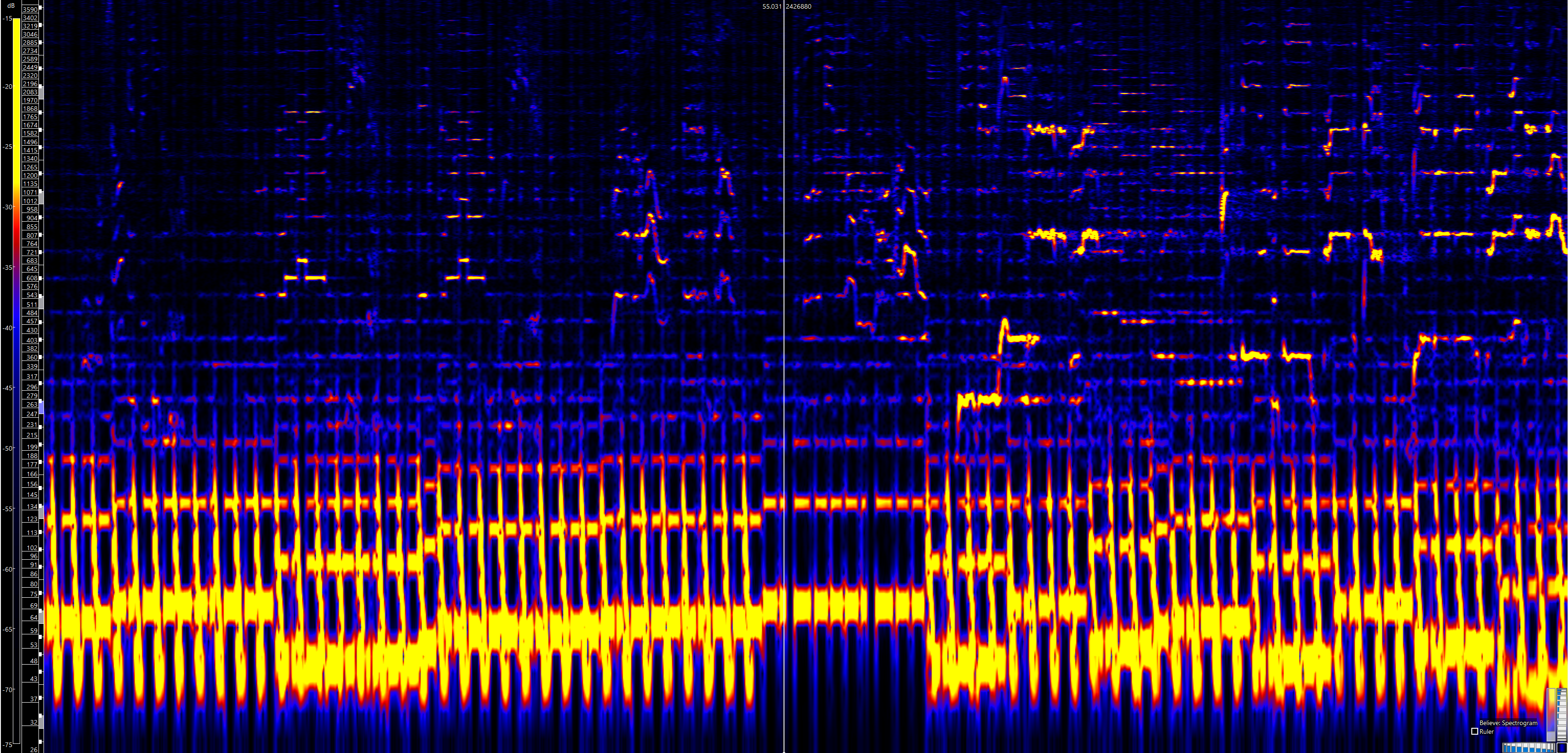
Spettrogramma della canzone Believe, di Cher, ottenuto con il software open-source Sonic Visualizer. Si nota chiaramente il ritmo andante tipico dello stile dance-pop, l'uso frequente delle note minori e dell'Auto-Tune con l'eliminazione del portamento.

La composizione è scritta in Fa diesis maggiore al ritmo di 133 battiti al minuto.
La canzone si distingue per la presenza abbondante di suoni metallici e futuristici - particolarmente distinguibili durante l'introduzione (che contiene anche un campionamento del brano Epilogue della Electric Light Orchestra, tratto dall'album Time del 1981) e viene fatto uso della nuova tecnologia dell'Auto-Tune per rendere la voce dell'artista più "robotica" ed "elettronica" (ad esempio eliminando il portamento e altri accorgimenti vari), effetto che verrà appositamente chiamato "Effetto Cher" e che verrà imitato in varie canzoni del periodo.
Particolarmente orecchiabile il ritornello, dove nella frase principale si nota l'assonanza tra le parole "life" e "love" (in inglese hanno una pronuncia molto simile) e l'uso di scale minori.

### Primati e riconoscimenti
- Si tratta del primo brano ufficiale dove viene usata la tecnologia dell'Auto-Tune;
- Con oltre 11 milioni di copie vendute, è uno dei singoli in forma fisica più venduti nel mondo (15ª posizione a pari merito con altre canzoni)[19][20];
- È stato vincitore del Grammy Award alla miglior registrazione dance del 2000;
- Nei 500 migliori brani musicali secondo Rolling Stone, versione della classifica del 2021, il brano è alla posizione 337[21];
- In Italia, nella sequenza dei singoli al numero uno in Italia, la canzone è stata in prima posizione per 7 settimane consecutive, per tutto fine dicembre 1998 e per tutto il gennaio 1999.

## Storia

### Composizione
Una prima versione circolava negli studi della Warner Records da mesi nel 1998, ma non aveva convinto nessuno. La canzone nella sua versione definitiva fu composta e registrata a metà 1998 a Londra: furono usati i sintetizzatori Clavia Nord Rack e Oberheim Matrix 1000, il registratore vocale TASCAM DA-88 e il microfono Neumann U67.

### Il successo mondiale
È spesso vista come la canzone che ha riportato la cantante al successo a livello mondiale, avendo raggiunto la prima posizione nelle classifiche di 23 paesi e vincendo un Grammy Award (il primo nella carriera dell'interprete) nella categoria Best Dance Recording.
La canzone ha fatto guadagnare a Cher l'ingresso nel Guinness dei primati per essere stata l'artista donna più anziana (52 anni) ad aver raggiunto la prima posizione della classifica statunitense dei singoli.
In Italia è stata usata come colonna sonora di uno spot di successo dell'azienda telefonica Omnitel, con protagonista Megan Gale.

### Anni recenti
Giuliano Palma & the Bluebeaters ne hanno realizzato una reinterpretazione pubblicata nel loro primo album The Album.
La cover di Like è stata utilizzata come colonna sonora della versione home video del film Paparazzi di Neri Parenti. Nel 2014 il brano viene reinterpretato in chiave punk rock dalla cover band statunitense Me First and the Gimme Gimmes nell'album Are We Not Men? We Are Diva!
Il 19 ottobre 2018, per celebrare il ventennale della canzone, sul canale ufficiale YouTube di Cher è stato caricato il video originale dell'epoca, restaurato in Ultra HD.
Nell'ottobre 2020 è stata pubblicata su YouTube una cover di Believe da parte della cantante norvegese Anna Of The North.

## Tracce
Singolo CD Stati Uniti
1. Believe (Album Version)
2. Believe (Xenomania Mix)

Singolo maxi Stati Uniti/Canada
1. Believe (Album Version)
2. Believe (Phat 'N' Phunky Club Mix)
3. Believe (Club 69 Phunk Club Mix)
4. Believe (Almighty Definitive Mix)
5. Believe (Xenomania Mad Tim and the Mekon Club Mix)
6. Believe (Club 69 Future Anthem Mix)
7. Believe (Grips Heartbroken Mix)
8. Believe (Club 69 Future Anthem Dub)
9. Believe (Club 69 Phunk Dub)
10. Believe (Phat 'N' Phunky 'After Luv' Dub)

Singolo CD 1 Europa/Regno Unito
1. Believe (Album Version)
2. Believe (Almighty Definitive Mix)
3. Believe (Xenomania Mix)

Singolo CD 2 Europa/Regno Unito
1. Believe (Album Version)
2. Believe (Grips Heartbroken Mix)
3. Believe (Club 69 Future Mix)

## Versioni ufficiali
- Main Version (3:58)
- Edit (3:45)
- Video Edit (3:55)
- Acapella (2:43)
- Almighty Definite Mix (7:35)
- Almighty Edit (5:11)
- Almighty Video Edit (4:46)
- Club 69 Future Anthem Mix (9:20)
- Club 69 Future Anthem Dub (7:35)
- Club 69 Future Anthem Dub Edit (7:13)
- Club 69 Future Dub (7:45)
- Club 69 Future Mix (9:14)
- Club 69 Future Mix Edit (6:50)
- Club 69 Phunk Club Mix (8:43)
- Club 69 Phunk Dub (7:04)
- Club 69 Phunk Video Mix (4:54)
- Grip's Heartbroken Mix (9:12)
- Grips Heaven Dub (6:50)
- Phat 'N' Downtempo Club Mix (13:02)
- Phat 'N' Downtempo Dub Mix (7:27)
- Phat 'N' Phunky After luv Dub (6:22)
- Phat 'N' Phunky After luv Dub Edit (6:07)
- Phat 'N' Phunky Club Mix (7:42)
- Xenomania Mix (4:20)
- Xenomania Mad Tim And The Mekon Club Mix (9:15)

## Classifiche

### Classifiche settimanali
| Classifica (1998/99)             | Posizione massima |
| -------------------------------- | ----------------- |
| Australia                        | 1                 |
| Austria                          | 2                 |
| Belgio (Fiandre)                 | 1                 |
| Belgio (Vallonia)                | 1                 |
| Canada                           | 1                 |
| Danimarca                        | 1                 |
| Europa                           | 1                 |
| Finlandia                        | 6                 |
| Francia                          | 1                 |
| Germania                         | 1                 |
| Irlanda                          | 1                 |
| Italia                           | 1                 |
| Norvegia                         | 1                 |
| Nuova Zelanda                    | 1                 |
| Paesi Bassi                      | 1                 |
| Regno Unito                      | 1                 |
| Spagna                           | 1                 |
| Stati Uniti                      | 1                 |
| Stati Uniti (adult contemporary) | 3                 |
| Stati Uniti (adult pop)          | 5                 |
| Stati Uniti (dance club)         | 1                 |
| Stati Uniti (dance/electronic)   | 1                 |
| Stati Uniti (pop)                | 2                 |
| Svezia                           | 1                 |
| Svizzera                         | 1                 |

### Classifiche di fine anno
| Classifica (1998) | Posizione |
| ----------------- | --------- |
| Austria           | 16        |
| Belgio (Fiandre)  | 4         |
| Belgio (Vallonia) | 19        |
| Francia           | 24        |
| Germania          | 13        |
| Italia            | 1         |
| Regno Unito       | 1         |
| Svezia            | 6         |
| Svizzera          | 18        |
| Classifica (1999) | Posizione |
| Australia         | 6         |
| Austria           | 21        |
| Canada            | 13        |
| Francia           | 13        |
| Germania          | 16        |
| Paesi Bassi       | 7         |
| Stati Uniti       | 1         |
| Svizzera          | 8         |

### Classifiche di fine decennio
| Classifica (1990-99) | Posizione |
| -------------------- | --------- |
| Regno Unito          | 5         |
| Stati Uniti          | 31        |